# Ornithocephalus castelfrancoi
Ornithocephalus castelfrancoi är en orkidéart som beskrevs av Franco Pupulin. Ornithocephalus castelfrancoi ingår i släktet Ornithocephalus och familjen orkidéer.
Artens utbredningsområde är Costa Rica. Inga underarter finns listade i Catalogue of Life.